# Krigeage universel
Cet article court présente un sujet plus développé dans : krigeage.
Le krigeage universel est l'estimation en géostatistique d'une variable régionalisée perçue comme réalisation d'une Fonction aléatoire stationnaire d'ordre 2. Le modèle supposé pour la variable régionalisée est Z(x)=Y(x)+m(x), comportant une dérive m(x) déterministe et un résidu Y(x) stationnaire d'espérance nulle.
On parle parfois de régression-krigeage pour un krigeage universel à voisinage unique et de krigeage à dérive externe pour un krigeage universel à voisinage glissant.